# قصر هامبتون كورت

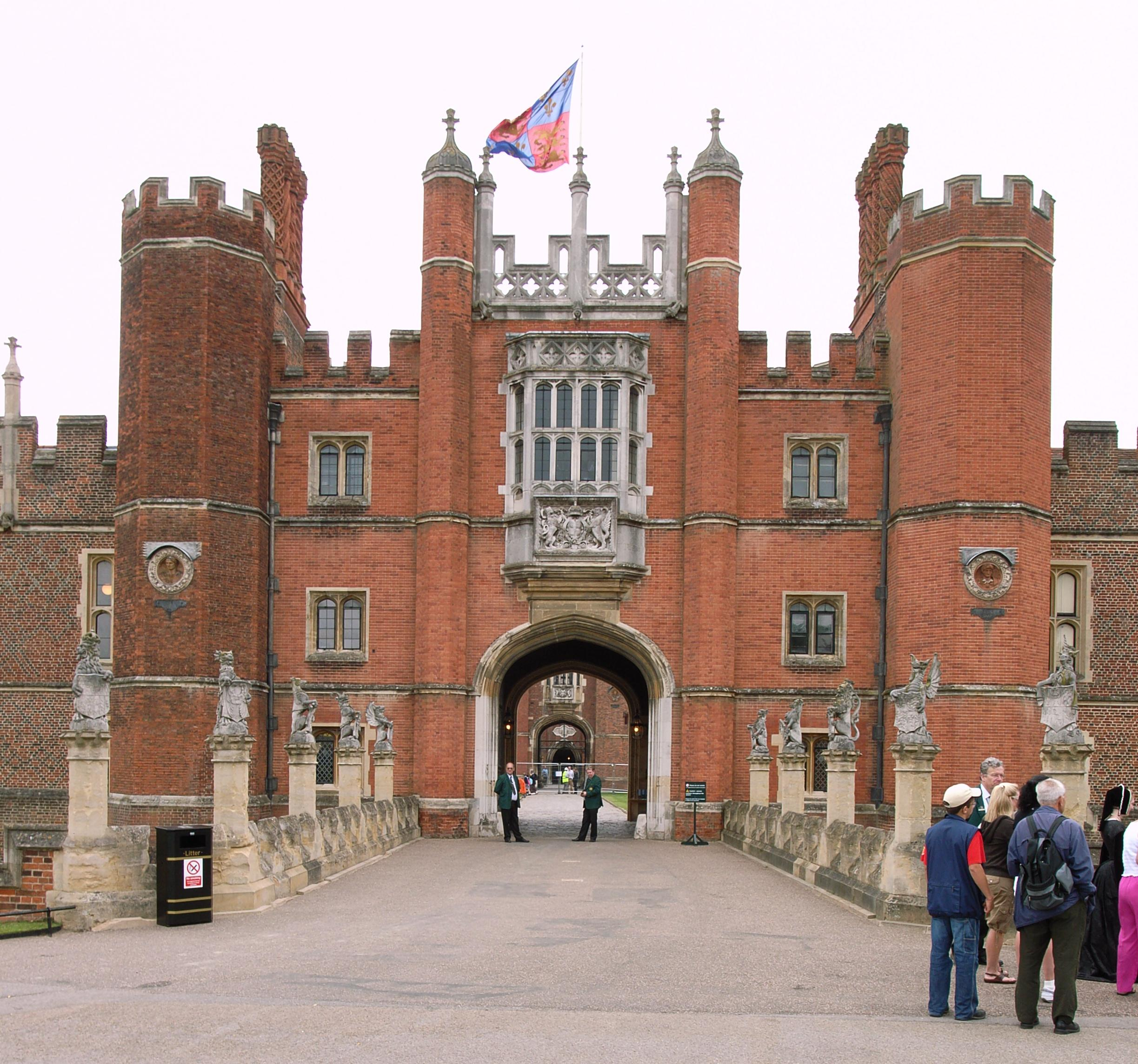
بوابة قصر هامبتون كورت.

قصر هامبتون كورت (بالإنجليزية: Hampton Court Palace)‏ هو قصر ملكي إنجليزي في ريتشموند، لندن، وقد سكنته العائلة المالكة منذ القرن الثامن عشر، وهو يقع على نهر التايمز. بني القصر في الأساس للكاردينال توماس وولسي المُقرَّب من الملك هنري الثامن ملك إنجلترا حوالي عام 1514م. وفي عام 1529م بعد أن فقد وولسي حظوته عند الملك، أصبح القصر للملك فقام بتوسعته.
وفي القرن التالي، بدأ الملك ويليام الثالث مشروعًا ضخمًا لإعادة بناء وتوسعة القصر لينافس قصر فرساي مقر إقامة ملوك فرنسا. توقف العمل عام 1694م، ليترك في القصر نوعين متناقضين من الطرز المعمارية هما الطراز التيودوري والطراز الباروكي.
القصر الآن مفتوح للجمهور، وهو من أماكن الجذب السياحي، ويتولى إدارته والاعتناء به مؤسسة القصور الملكية التاريخية، التي لا تتلقى أي تمويل من الحكومة أو العرش.
ويُعد هذا القصر وقصر سانت جيمس القصرين الوحيدين الباقيين من القصور العديدة التي امتلكها الملك هنري الثامن.

## أعلام
- ديف كوين
- ويليام
- روجر إيرل
- إدوارد السادس ملك إنجلترا
- كينيث فالكونر